# Løvpjaltefisk
Løvpjaltefisken (Phyllopteryx taeniolatus) er en nålefisk, der lever ved Australiens kyst. Den er beslægtet med søhesten. Fisken lever i vand på 3-50 meters dybde ved Australiens sydkyst og omkring Tasmanien. På engelsk kaldes den "weedy sea dragon" på grund af dens bladagtige udvækster på kroppen, der bruges som camouflage, når den bevæger sig rundt mellem det søgræs, hvori den lever. Den kan blive op til 45 cm lang og lever af mikroskopiske krebsdyr og andet plankton, som den suger i sig med sin rørlignende snude.
I 2015 opdagedes en nær slægtning til løvpjaltefisken: Phyllopteryx dewysea ud for Australiens vestkyst. En anden slægtning til løvpjaltefisken er pjaltefisken (Phycodurus eques). 
To akvarier, i henholdsvis Long Beach, Californien, og Melbourne, Australien, har som de eneste med held fået løvpjaltefisken til at yngle i fangenskab. Løvpjaltefisken er marineemblem for den australske delstat Victoria.